# Unidad Habitacional 10 de Abril
Unidad Habitacional 10 de Abril är en ort i Mexiko.   Den ligger i kommunen Ayala och delstaten Morelos, i den sydöstra delen av landet, 80 km söder om huvudstaden Mexico City. Unidad Habitacional 10 de Abril ligger 1 293 meter över havet och antalet invånare är 1 531.
Terrängen runt Unidad Habitacional 10 de Abril är kuperad österut, men västerut är den platt. Runt Unidad Habitacional 10 de Abril är det ganska tätbefolkat, med 222 invånare per kvadratkilometer. Närmaste större samhälle är Cuautla Morelos, 6,6 km norr om Unidad Habitacional 10 de Abril. Omgivningarna runt Unidad Habitacional 10 de Abril är en mosaik av jordbruksmark och naturlig växtlighet.